# Langeweile

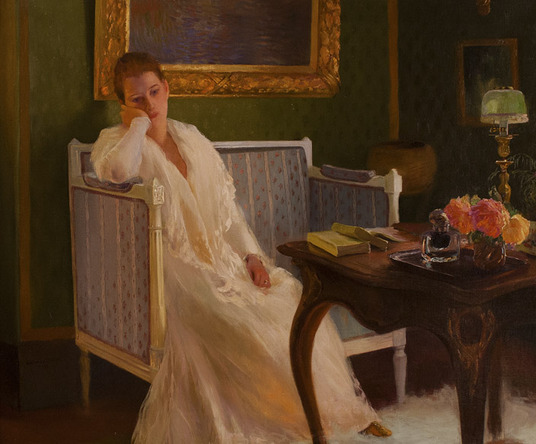
Gaston La Touche, Langeweile (1893)

Langeweile, auch (österr.) Fadesse oder (franz.) Ennui [ɑ̃ˈny˘iː], ist „das unangenehme Gefühl, einer befriedigenden Tätigkeit nachgehen zu wollen, es aber nicht zu können“. Langeweile kann auch bei einer als monoton oder unterfordernd empfundenen Tätigkeit aufkommen. Sie ist Gegenstand philosophischer, kulturwissenschaftlicher, psychologischer und pädagogischer Betrachtung.
Auch bestimmte Eigenschaften von Dingen werden – von einzelnen Menschen oder auch konsensuell – als langweilig (vs. interessant, unterhaltsam oder ähnlich) empfunden. Susan Sontag hat dies etwa bei der Rezeption moderner Kunstwerke beobachtet (siehe weiter unten).

## Begriffsabgrenzung
Im Gegensatz zur Muße, die dem Menschen willkommen ist, wird Langeweile als unangenehm und unlustvoll empfunden. Im Gegensatz zur Acedia (Trägheit des Herzens) und zum Taedium vitae (Lebensekel, Lebensüberdruss) ist sie jedoch oft vorübergehender Natur. In der Umgangssprache besitzt allerdings der Müßiggang – im Gegensatz zur Muße – eine negative Konnotation.

## Philosophie und Kultur

### Über den Zustand der Langeweile
In der Philosophie des Existentialismus ist Langeweile ein Grundzustand der menschlichen Existenz.
In der neueren Philosophiegeschichte ist das Gefühl der Langeweile ebenso zum Thema geworden wie die Empfindungen des Ekels, der Angst oder der Verzweiflung.
So analysierte unter anderem der Philosoph Martin Heidegger die Langeweile. In seiner Antrittsvorlesung 1929 behandelte er die Langeweile als ein Sich-Befinden des Seienden im Ganzen, das an sich nie absolut zu erfassen sei. Die tiefe Langeweile sei einem schweigenden Nebel vergleichbar, der alle Dinge in eine merkwürdige Gleichgültigkeit zusammenrücke. Die Langeweile offenbare das Seiende im Ganzen. Außerdem teilte er die Langeweile in verschiedene Phasen ein. Dabei spezifizierte er (sinngemäß nach dem Buch Ein Meister aus Deutschland von Rüdiger Safranski) die drei Phasen wie folgt:
1. Von etwas gelangweilt werden: Die Langeweile hat einen identifizierbaren Grund, dem die Langeweile zugeschrieben werden kann.
2. Sich bei etwas langweilen: Die Langeweile kommt sowohl von innen als auch von außen und kann nicht mehr eindeutig einem Grund zugeordnet werden.
3. Die gänzlich anonyme Langeweile: Sie besitzt keinen erkennbaren Grund und ist bezugslos.

Der Literat, Naturwissenschaftler und Philosoph Blaise Pascal schrieb zur Langeweile, der er keinen Nutzen entnehmen konnte, Folgendes:

„Nichts ist so unerträglich für den Menschen, als sich in einer vollkommenen Ruhe zu befinden, ohne Leidenschaft, ohne Geschäfte, ohne Zerstreuung, ohne Beschäftigung. Er wird dann sein Nichts fühlen, seine Preisgegebenheit, seine Unzulänglichkeit, seine Abhängigkeit, seine Ohnmacht, seine Leere. Unaufhörlich wird aus dem Grund seiner Seele der Ennui aufsteigen, die Schwärze, die Traurigkeit, der Kummer, der Verzicht, die Verzweiflung.“

Im dichterischen Werk Charles Baudelaires hat der französische Begriff für Langeweile, Ennui, einen zentralen Stellenwert. Er bezeichnet eine Gefühlslage des Großstadtmenschen, in der sich Ekel und Abscheu mit der Entfremdung gegenüber dem Dasein verbinden. Dem bei Baudelaire ebenfalls zentralen und eng verwandten Begriff des Spleens gleich hat Ennui den christlich-platonischen Charakter einer Sünde, nämlich der der Verdrossenheit und der Faszination am Bösen. Les Fleurs du Mal, Au Lecteur:

„In der schändlichen Menagerie unserer Laster / Ist eines noch hässlicher, noch bösartiger, noch schmutziger! […] / Die Langeweile ist’s!“

Emil Cioran äußerte sich in einem in der Weihnachtsausgabe 1994 der Frankfurter Rundschau abgedruckten Interview folgendermaßen zum Thema:

„Die Erfahrung der Langeweile, nicht die vulgäre aus Mangel an Gesellschaft, sondern die absolute, war für mich persönlich wichtig. Wenn jemand sich von seinen Freunden verlassen fühlt, so ist das nichts. Die Langeweile an und für sich geschieht grundlos ohne äußere Einwirkungen. Damit verbindet sich das Gefühl leerer Zeit, so etwas wie Leerheit, die ich immer gekannt habe. Ich kann mich gut an das erste Mal mit fünf Jahren erinnern. Ich war damals nicht in Hermannstadt, sondern in Altrumänien mit meiner ganzen Familie. Da wurde mir auf einmal bewusst, was Langeweile ist. Es war gegen drei Uhr nachmittags, als mich so ein Gefühl des Nichts, der Substanzlosigkeit beschlich. Es war, als wenn alles plötzlich irgendwie verschwunden sei, das Vorbild von all diesen Anfällen der Langeweile, der Einstieg in die Nichtigkeit und der Anfang meiner philosophischen Reflexion. Dieser intensive Zustand des Alleinseins machte mich so betroffen, dass ich mich frage, was er zu bedeuten habe. Sich nicht dagegen wehren und sich nicht davon durch Reflexion befreien zu können, und die Ahnung, dass es wiederkehrt, wenn man es einmal erlebt hat, das verunsicherte mich so sehr, dass ich es als Orientierungspunkt akzeptierte. Auf dem Gipfel der Langeweile erfährt man den Sinn des Nichts, insofern ist dieses auch kein deprimierender Zustand, da es für einen Nicht-Gläubigen die Möglichkeit darstellt, das Absolute zu erfahren, so etwa wie den letzten Augenblick.“

Peter Bichsel äußerte sich einmal positiv über die Langeweile. In seiner Kindheit habe er sich immer gelangweilt. Da er nicht gut im Fußball gewesen sei, habe er sich Werke der Weltliteratur aus der Stadtbücherei ausgeliehen und mit dem Lesen begonnen und dadurch gleichzeitig unbewusst die Grundlage für sein späteres Wirken als Schriftsteller gelegt. Hier wird deutlich, dass Langeweile durchaus etwas Konstruktives und Positives sein kann, indem sie uns zum Nachdenken bringt und uns dazu auffordert, Entscheidungen zu treffen für eine sinnvolle Gestaltung unserer Lebenszeit.
Andere meinen, inmitten der totalen Spaßgesellschaft entpuppt sich die Langeweile manchmal als die intelligente Antwort auf ein überbordendes Angebot aus Dekadenz und Völlerei. Für Kinder und Jugendliche stellt sich die Langeweile oft als ein nicht lange zu ertragendes Gefühl dar. Sie versuchen sie dann mit allerlei spontan entstandenen Tätigkeiten und Spielen positiv zu beenden oder zu überbrücken.
Friedrich Nietzsche meinte, dass uns die Bedürfnisse zur Arbeit zwängen. Seien diese gestillt, überfalle uns in den Pausen die Langeweile. Die Gewöhnung an die Arbeit mache sich als neues Bedürfnis Geltung. Um der Langeweile zu entgehen, arbeite der Mensch über seine Bedürfnisse hinaus oder erfinde ein neues Spiel, nämlich arbeiten, um zu arbeiten. Ein dritter Zustand sei jener der seligen, ruhigen Bewegtheit, die Vision der Künstler und Philosophen von dem Glück.
Weitere Denker, die sich mit der Langeweile auseinandergesetzt haben, sind Arthur Schopenhauer, Hans Blumenberg, Georg Büchner, Siegfried Kracauer, Zenta Maurina und der italienische Dichter Giacomo Leopardi. Schopenhauer etwa verstand unter der Langeweile eine Gefühlslage, die nur durchschnittliche Menschen ereilen würde, weil dem großen Geist nach ihm nie langweilig werde. Dieser erfreue sich vielmehr seines inneren Reichtums; gerade dann, wenn er allein sei.

### Über langweilige Dinge
Susan Sontag schrieb 1965 über zeitgenössische Kunstwerke, die von einem Publikum mit konventionellem Geschmack meist als langweilig wahrgenommen werden: „Langeweile ist nur eine andere Bezeichnung für eine bestimmte Art von Frustration“, und meinte damit, dass diese Werke eine Sprache sprechen, die auch von den meisten Gebildeten nicht verstanden werde.

## Soziologische Aspekte

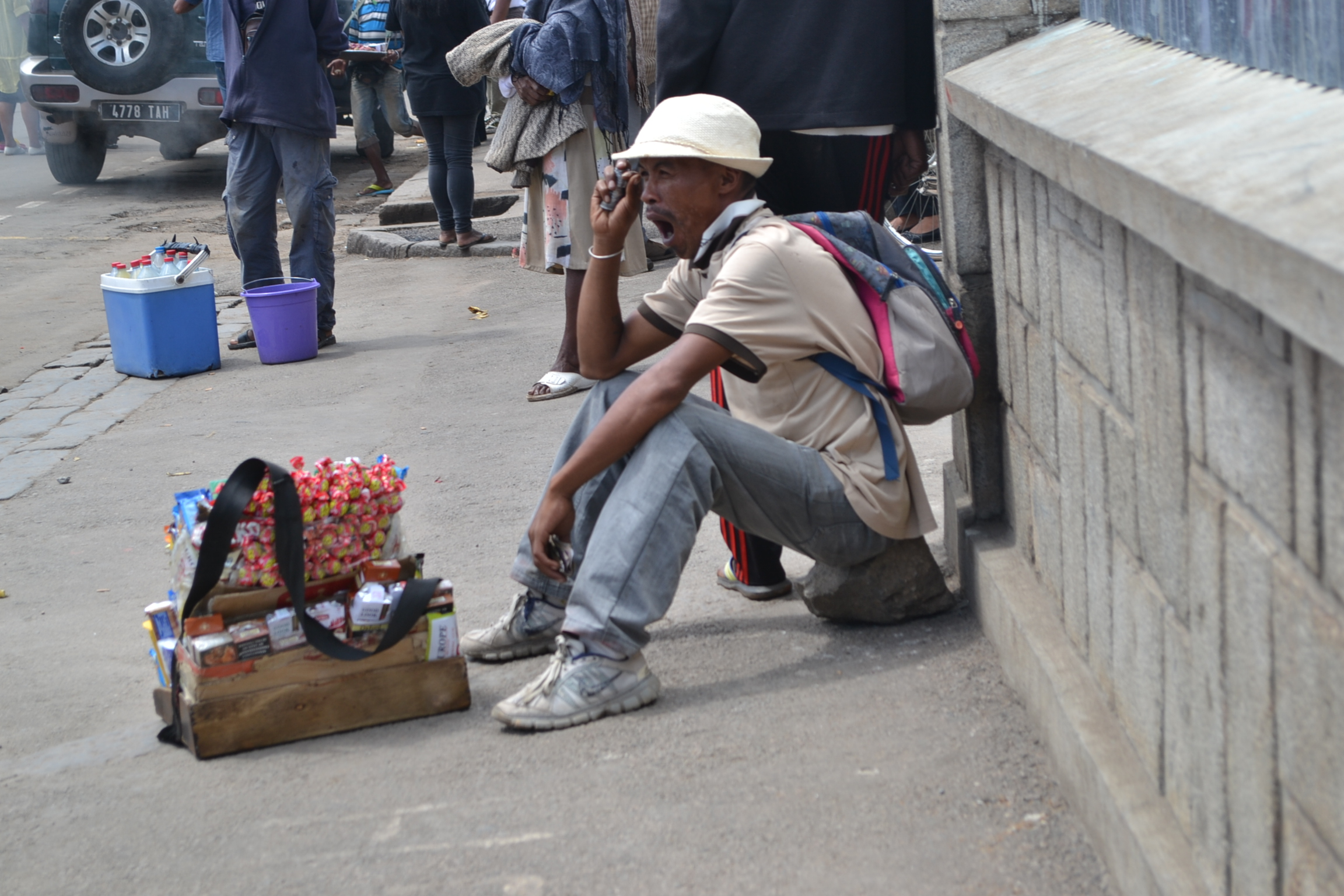
Langeweile eines Straßenhändlers in Antananarivo

Elisabeth Prammer definiert in ihrer soziologischen Analyse mehrerer Biographien, zur Untersuchung des Boreout-Syndroms, Langweile als ein Ergebnis von Zeitverknappung: unter den verschiedenen Möglichkeiten, die Zeit zu nutzen, kann die gewünschte nicht gewählt werden, weil der betreffende Mensch aus einem bestimmten Grund daran gehindert ist, frei zu wählen. Wenn dies begleitet wird von der Abwesenheit von Neugier, Interesse und Kreativität, gleiche der Zustand einer Erschöpfungsdepression, die von schneller Erschöpfung und Gefühlen der Ohnmacht begleitet wird. Existenzielle Langeweile gehe in den Lebenssinn über, während gewöhnliche Langeweile bedeute, im Augenblick nicht ausgelastet zu sein. Der Gegensatz zur Langeweile sei der Flow-Zustand, bei dem ein Mensch sein Tun nicht in Bezug zur Zeit setzt, sondern ganz darin aufgeht.
Zum Problem wird Langweile nach Prammer, weil sie abgewertet wird und der moderne Mensch unter dem Druck steht, seine Zeit sinnvoll nutzen zu müssen. Aktivität an sich verhindert Langweile nicht auf jeden Fall. Denn wer kein Interesse an seiner Tätigkeit habe, langweile sich bei ihr, so Prammer.
Routine führt dann nicht zu Langweile, wenn sie Sicherheit vermittelt und zur Ausführung der Tätigkeit notwendig ist – solange sie nicht davon abhält, Neues zu entdecken und zu erleben. Im Arbeitsleben ist Langeweile besonders problematisch, wenn sie mit dem Verlust des Gefühls für den Sinn der eigenen Tätigkeit einhergeht, weil diese vielleicht nur aufgrund einer extrinsischen Motivation (bzw. eines ökonomischen Zwangs) ausgeübt wird.

## Psychiatrie
Langeweile kann, wenn sie gemeinsam mit einer Unfähigkeit zur Selbstbeschäftigung auftritt, ein Symptom für eine Depression sein.

## Pädagogik

### Langeweile des Kindes im Elternhaus
Im englischsprachigen Raum gilt das gewohnheitsmäßige Klagen des Kindes über Langeweile als Folge eines schlechten Elternvorbildes und als Ausdruck eines Problems in der Eltern-Kind-Kommunikation. Die amerikanische Familientherapeutin Wendy Mogel hat die Unfähigkeit vieler Kinder, genussreich herumzuhängen und nichts zu tun, mit der Gewohnheit ihrer Eltern erklärt, diese Kinder überzubehüten und mit außercurriculären Aktivitäten zu überbuchen. Kinder haben für vieles scheinbar Banale (wie Momente unüberwachter, freier Zeit) eine angeborene Wertschätzung, die sie – wenn die Eltern gehetzt sind und solchen Dingen keine Aufmerksamkeit schenken – mit dem Aufwachsen jedoch wieder verlieren. Die Empfindlichkeit gegenüber Langeweile wird desto größer, je weniger das Kind übt, mit freier Zeit aus eigener Kraft umzugehen, und je eher die Eltern bereit sind, ein sich langweilendes Kind zu unterhalten.

### Langeweile des Kindes in der Schule
In der Unterrichtsforschung beginnt gerade erst ein Diskurs zur Langeweile, was überrascht, wenn man bedenkt, wie präsent sie in der Schule sein kann. Laut einer Studie von Lohrmann langweilt sich bereits jeder vierte Grundschüler regelmäßig im Unterricht. Larson und Richards fanden in einer Studie mit 392 Probanden der 5. bis 9. Jahrgangsstufe, dass sich die Jugendlichen 32 % der Unterrichtszeit langweilten. Außerdem werden Zusammenhänge zwischen Langeweile und einer Reihe negativer Effekte vermutet. Götz u. a. und Lohrman fanden Relationen zwischen Langeweileerleben und vorzeitigem Schulabbruch, unentschuldigter Abwesenheit, deviantem und delinquentem Verhalten, Aggressivität, Drogenmissbrauch und geringerer Anstrengungsbereitschaft, was wiederum auf die Wahrnehmung des Unterrichts und die Wahrnehmung des Nutzens der Inhalte und des Lernens einwirke.
Einige wenige Arbeiten verweisen auf das positive Potential von Langeweile: die Möglichkeit zu (Selbst-)Reflexion. Entspannung und Ideenfindung, dadurch das Anstoßen kreativer Prozesse und schließlich die von ihr ausgehende Handlungsinitiierung. Lohrmann berichtet, dass vor allem leistungsstarke Schülerinnen und Schüler Langweile auch als durchaus positiv erleben. Sie nutzen die Zeit für Denkpausen und Wiederholungen. Wenn sie sich langweilen, weil sie den Stoff bereits beherrschen, zögen sie daraus positive Schlüsse für ihr Fähigkeitsselbstkonzept.
Götz und Frenzel fanden vier Kategorien des Langeweileerlebens:
1. Die indifferente Langeweile zeigt geringe Aktivation, schwach negatives Erleben, Desinteresse, Amotivation und innere Leere. Sie hat Ähnlichkeit mit Entspannungszuständen.
2. Die kalibrierende Langeweile öffnet für Neues, z. B. durch ein Abschweifen der Gedanken zu anderen Themen.
3. Die zielsuchende Langeweile geht mit Rastlosigkeit und einem Suchen nach Handlungsalternativen, Beschäftigungsdrang sowie höherer Aktivation und einer stärker negativ ausgeprägten Valenz einher.
4. Die reaktante Langeweile ist ebenfalls durch eine hohe Aktivation gekennzeichnet und durch teils stark negatives Erleben bis hin zu Ärger, Aggression und Hilflosigkeit.

Als Auslöser von Langeweileempfinden gelten:
- die Beurteilung einer Situation als subjektiv unbedeutend
- Unter- oder Überforderung durch den Unterrichtsinhalt und die Aufgaben
- fehlende Anregung
- ein zu hohes oder ein zu geringes Maß an subjektiver Kontrolle über das zu Lernende und die Unterrichtsituation

Doch gibt es bislang nur wenige explorative Studien zur Entstehung und Ursachen von Langeweile im Unterricht.

## Langeweile als Thema in Kunst und Literatur
Eine zentrale Rolle spielt das Thema der Langeweile im Werk Georg Büchners, etwa in seinem Lustspiel Leonce und Lena (1836/1895).
Auch einige Spielfilme handeln zentral oder über weite Strecken von Langeweile. Auswahl:
- Die mit der Liebe spielen (L'avventura, Italien 1960)[22]
- Die Nacht (La Notte, Italien 1961)[23]
- Barton Fink (USA, UK 1991)[24]
- About Schmidt (USA 2002)[25]
- Lost in Translation (USA, Japan 2003)[26]

### Geistesgeschichte, Philosophie und Belletristik
- Alfred Bellebaum: Langeweile, Überdruß und Lebenssinn. Eine geistesgeschichtliche und kultursoziologische Untersuchung. Westdeutscher Verlag, 1990, ISBN 3-531-12206-1.
- Martin Doehlemann: Langeweile? Deutung eines verbreiteten Phänomens. Suhrkamp, Frankfurt am Main 1991 (Neue Folge Band 641), ISBN 3-518-11641-X.
- Jürgen Große: Philosophie der Langeweile. Metzler, Stuttgart-Weimar 2008, ISBN 978-3-476-02281-3.
- Franziska Heller, Elke Rentemeister, Bianca Westermann, Thomas Waitz (Hrsg.): Paradoxien der Langeweile (= Augenblick. Beiträge zu Film, Fernsehen, Medien. Band 41). Schüren, Marburg 2008, ISBN 978-3-89472-641-6.
- Martina Kessel: Langeweile. Zum Umgang mit Zeit und Gefühlen in Deutschland vom späten 18. bis zum frühen 20. Jahrhundert. Wallstein, Göttingen 2001, ISBN 3-89244-382-3.
- Siegfried Kracauer: Langeweile in: ders. Das Ornament der Masse, suhrkamp taschenbuch 371, Frankfurt am Main 1977, S. 321–325
- Zenta Maurina: Die Langeweile und der gehetzte Mensch. Maximilian Dietrich, Memmingen 1962
- Alberto Moravia: La Noia (= rororo 876). Rowohlt, Reinbek  bei Hamburg 1970, ISBN 3-499-10876-3.
- Gabriele Planz: Langeweile. Ein Zeitgefühl in der deutschsprachigen Literatur der Jahrhundertwende. Tectum, Marburg 1996, ISBN 3-89608-115-2 (Dissertation Universität Osnabrück 1996, 152 Seiten).
- Rüdiger Safranski: Zeit der Langeweile, in: ders.: Zeit. Was sie mit uns macht und was wir aus ihr machen. München 2015. S. 19–40.
- Georg Scherer: Grundphänomene menschlichen Daseins im Spiegel der Philosophie. Parerga, Düsseldorf 1994, ISBN 3-930450-00-3.
- Gregor Schiemann, Renate Breuninger (Hrsg.): Langeweile. Auf der Suche nach einem unzeitgemäßen Gefühl. Ein philosophisches Lesebuch. Campus, Frankfurt am Main 2015, ISBN 978-3-593-50182-6.
- Lars Fredrik Händler Svendsen: Kleine Philosophie der Langeweile. Insel, Frankfurt am Main 2002, ISBN 3-458-17109-6.
- Peter Toohey: Boredom. A lively history. Yale University Press, New Haven 2011, ISBN 978-0-300-14110-8.
- Philipp Wüschner: Die Entdeckung der Langeweile. Über eine subversive Laune der Philosophie. Turia + Kant, Wien 2011, ISBN 978-3-85132-647-5.

### Pädagogik
- Teresa Belton, Esther Priyadharshini: Boredom and schooling. A cross-disciplinary exploration. In: Cambridge Journal of Education. Jg. 37 (2007) Nr. 4, S. 579–595.
- Georg Breidenstein: The Meaning of boredom in school lessons. Participants observation in the Seventh and Eighth Form. In: Ethnography and Education. Jg. 2 (2007), Nr. 1, S. 93–108.
- Thomas Götz, Anne Frenzel: Phänomenologie schulischer Langeweile. In: Zeitschrift für entwicklungspsychologische und pädagogische Psychologie. Jg. 38 (2006), Nr. 4, S. 149–154.
- Thomas Götz u. a.: Ursachen von Langeweile im Unterricht. In: Empirische Pädagogik. Zeitschrift zu Theorie und Praxis erziehungswissenschaftlicher Forschung. Jg. 20 (2006), Nr. 2, S. 113–135.
- Thomas Götz u. a.: Regulation von Langeweile im Unterricht. Was Schülerinnen und Schüler bei der „Windstille der Seele“ (nicht) tun. In: Unterrichtswissenschaft. Jg. 35. (2007), Nr. 4, S. 312–333.
- Reed Larson, Maryse Richards: Boredom in the Middle School years. Blaming schools versus blaming students. In: American Journal of Education. Jg. 99 (1991), Nr. 4, S. 418–443.
- Katrin Lohrmann: Langeweile im Unterricht. Münster, Waxmann 2008, ISBN 978-3-8309-1896-7.
- Katrin Lohrmann: Wie gehen Kinder mit Langeweile im Unterricht um? In: C. Röhner u. a. (Hrsg.): Europäisierung der Bildung. Konsequenzen und Herausforderungen für die Grundschulpädagogik. VS Verlag für Sozialwissenschaften, Wiesbaden 2009, ISBN 978-3-531-16929-3, S. 269–300.

## Rundfunkberichte
- Martin Hubert: Neurologie – Das Geheimnis der Langeweile, Deutschlandfunk – „Wissenschaft im Brennpunkt“ vom 15. Januar 2017